# 阿德金斯-彼得森反应
Adkins–Peterson反应（Adkins-Peterson reaction）为有机氧化反应之一。指的是在金属氧化物（如氧化铁、三氧化钼）催化下，甲醇被空气氧化为甲醛。该反应以化学家 Homer Burton Adkins 和 Wesley R. Peterson 的名字命名。